# 湖南路4号住宅
36°3′46.4″N 120°19′18.8″E / 36.062889°N 120.321889°E
湖南路4号住宅，又称汇丰银行经理住宅旧址，是位于中国山东省青岛市市南区湖南路4号的一座住宅，约建于1914年，现为青岛市历史优秀建筑。

## 历史
湖南路4号住宅约建于1914年，与南侧同期建设的江苏路1号、江苏路3号同为德国商人海因里希·阿伦斯（德語：Heinrich Ahrens）创办的建筑公司的地产。1914年青岛战役期间，该楼曾遭日军炮火损坏。同年11月日英联军占领青岛后，青岛德侨产业被日军没收拍卖，该楼可能于此时转手至英商汇丰银行名下，为汇丰银行经理住宅。据记载，青岛汇丰银行历任经理有瓦特、阿伦、维尔肯、莱司、佛尔古逊等十余人，末任经理为赛勒尔斯，由于汇丰银行为青岛英商重要企业，与太古洋行、怡和洋行等关系密切，汇丰银行经理又为英国侨民圈及青岛经济界重要人物，该住宅来往客人颇多。1941年12月太平洋战争爆发后，日军将青岛英美侨民临时集中关押在江苏路1号、3号、湖南路4号三座住宅中，直至1942年将其转移至潍县乐道院关押。该楼现仍为住宅，为军产。2000年，该建筑以“汇丰银行经理住宅旧址”之名列入第一批青岛市历史优秀建筑。约2017年，该建筑外墙曾重新粉刷。

## 建筑特色
该建筑位于江苏路湖南路路路口东南角，占地面积1106平方米，建筑面积约613平方米，地上2层，地下1层，砖石结构，花岗岩粗面石基，屋顶为红色牛舌瓦蒙莎屋顶。室内铺设地板。

## 图集
- 1914年青岛战役后，江苏路3号（右侧）与湖南路4号（左侧）受损状况，最右侧为江苏路1号
- 湖南路4号西侧（临江苏路面），2013年
- 湖南路4号，2018年
- 湖南路4号北侧（临湖南路面），2018年